# Megastylis rara
Megastylis rara är en orkidéart som först beskrevs av Rudolf Schlechter, och fick sitt nu gällande namn av Rudolf Schlechter. Megastylis rara ingår i släktet Megastylis och familjen orkidéer. Inga underarter finns listade i Catalogue of Life.